# Pyeongtaek
Pyeongtaek (pronúncia em coreano: [pʰjʌŋ.tʰɛ̝k̚]) é uma cidade na província de Gyeonggi, Coréia do Sul. 
Localizado na parte sudoeste da província, Pyeongtaek foi fundada como uma união de dois distritos em 940, durante a dinastia Goryeo. Foi elevado ao estatuto de cidade em 1986 e é o lar de uma base naval sul-coreana e uma grande concentração de tropas dos Estados Unidos. O governo coreano planeja transformar a cidade de Pyeongtaek em um centro econômico internacional para coincidir com o movimento das Forças dos Estados Unidos da Coréia (USFK) para Pyeongtaek. Durante a Guerra da Coréia foi o local de uma batalha inicial entre as forças norte-americanas e sul-coreanas, a Batalha de Pyongtaek. É a localização da Universidade de Pyeongtaek.

## Base Militar
Os governos dos Estados Unidos e da Coréia do Sul chegaram a um acordo para ampliar Camp Humphreys - uma instalação do Exército dos EUA fora de Anjeong-ri, uma comunidade em Pyeongtaek - e mover a maioria das forças dos EUA estacionadas no norte de Seul para a área de Camp de Humphreys. Invocando domínio eminente, o governo obteve a terra circundante para a expansão da base. Isso resultaria no terceiro deslocamento da comunidade de sua própria terra desde a ocupação japonesa durante a Segunda Guerra Mundial.
O movimento originalmente incluiu a sede do Comando das Forças Combinadas, que tem controle operacional das forças combinadas da RDC (República da Coréia), dos EUA e da ONU durante a guerra. Em março de 2007, o secretário de Defesa dos EUA, Robert Gates, e o ministro da Defesa da República da Coréia, Kim Jang-soo, concordaram em dissolver o Comando das Forças Combinadas da ROK-US em 17 de abril de 2012. Isso permitiria que as forças da RDC tivessem controle de guerra de seus militares durante um confronto militar com o Norte. O acordo US / ROK permite que a USFK se mude para um local centralizado longe do congestionamento de Seul e suas áreas circunvizinhas. Este acordo de deslocalização resulta em retornar dois terços da terra atualmente usada pelos militares dos Estados Unidos de volta ao governo coreano. Em 2008, os militares dos EUA teriam consolidado 41 instalações até 10 devido ao acordo de deslocalização. A única instalação de prisão da USFK na Coréia do Sul está em Camp Humphreys.

### Memorial de Guerra da África do Sul
O Monumento da Guerra da Coreia da Força Aérea da África do Sul foi aberto em 29 de setembro de 1975 pelo Ministério da Defesa Nacional da Coréia em memória dos 37 membros da Força Aérea da África do Sul que deram suas vidas durante a Guerra da Coréia.